# Madame Nhu
Tran Lê Xuân (du vietnamien Trần Lệ Xuân), appelée communément Madame Nhu, née le 22 août 1924 à Hanoï en Indochine française, et morte le 24 avril 2011 à Rome en Italie, est l'épouse de Ngô Dinh Nhu et la belle-sœur du président de la République du Viêt Nam Ngô Dinh Diêm (de 1955 à 1963), qui était célibataire. Elle tint de facto, pendant cette période, le rôle de Première dame du Sud Viêt Nam.
La période de 1955 à 1963 est liée à la guerre au Viêt Nam, après la défaite française de la bataille de Diên Biên Phu et les accords de Genève mais avant les incidents du golfe du Tonkin et la résolution du golfe du Tonkin.

## Biographie

### Origines, enfance, études et mariage
Tran Lê Xuân est issue d'une riche famille aristocratique. Son grand-père paternel était proche des autorités françaises et son père, Trần Văn Chương, partit étudier le droit en métropole, avant d'épouser un membre de la famille impériale du Viêtnam et de devenir ambassadeur du Sud-Viêt Nam aux États-Unis. La mère de Tran Lê Xuân, Thân Thị Nam Trân alias Nam Tran Chuong, cousine de l'empereur Bao Dai et petite-fille de l'empereur Dong Khanh, servit comme représentant permanent de la république du Viêt Nam aux Nations unies.
Élève plutôt médiocre, Tran Lê Xuân abandonne le prestigieux lycée Albert-Sarraut de Hanoï avant le baccalauréat. Elle ne parle que français en famille et est incapable d'écrire en vietnamien. Elle a alors la réputation d'être un garçon manqué. Elle apprécie cependant la danse et le piano, allant jusqu'à danser seule sur la scène du théâtre national de Hanoï.
Elle refuse tout mariage de convenance et se convertit au catholicisme, pour se marier en 1943 avec Ngô Dinh Nhu, son aîné de quinze ans. Ils ont quatre enfants : deux filles et deux garçons.

### Arrivée au pouvoir

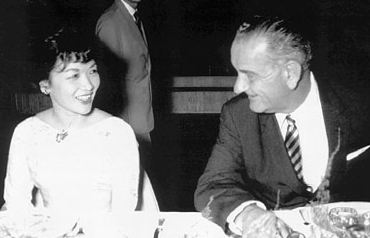
Madame Nhu et le vice-président des États-Unis, Lyndon B. Johnson, en mai 1961.

En décembre 1946, après un soulèvement Viêt Minh au début de la guerre d'Indochine, Madame Nhu est faite prisonnière avec sa fille aînée et sa belle-mère. Elles sont retenues dans un village pendant quelques mois avant d'être libérées par les forces du corps expéditionnaire français en Extrême-Orient (CEFEO). Son mari est renvoyé de son poste de la bibliothèque nationale par les autorités françaises, à cause de l'implication de son beau-frère Ngô Dinh Diêm dans les mouvements nationalistes. Ils vivent donc ensuite quelques années paisibles à Dalat où naissent leurs trois derniers enfants.
Cependant, le 7 mai 1954, l'armée française est défaite à la bataille de Điện Biên Phủ. L'empereur Bao Dai appelle Ngô Dinh Diêm au poste de Premier ministre. En octobre 1955, Ngô Dinh Diem propose un référendun au peuple vietnamien, afin qu'il choisisse entre une monarchie incarnée par l'ancien empereur Bao Dai ou l'instauration d'une république. Ngô Dinh Diem est choisi avec 98 % des voix. Les Français tentent de faite croire que le référendum a été truqué mais Bao Dai ne le contesta pas ; il savait que ses compatriotes n'appréciaient pas qu'il vive essentiellement en France. Diêm devint donc le premier président de la république du Sud-Vietnam, dont la capitale est Saïgon (renommée officiellement Hô-Chi-Minh-Ville en 1976).
Diem, irrité par Madame Nhu, l'exile dans un couvent à Hong Kong avant de changer d'avis. Elle s'installe alors au palais présidentiel en tant qu'épouse de Ngô Dinh Nhu, dont le pouvoir grandit au sein de l'entourage du président. Elle est ainsi considérée comme la Première dame du pays, de 1955 à 1963.
Les historiens et experts prêtent à cette femme sophistiquée maniant la controverse, l'influence politique et les déclarations fracassantes une influence énorme sur le président Diem. Elle impose notamment l'adoption d'un code de la famille faisant des femmes les égales des hommes, et bannissant la polygamie, rendant plus difficiles le divorce et l'adultère.

### Chute du pouvoir
En février 1962, elle survit à une tentative d'assassinat du président Diem par bombardement aérien du palais présidentiel, tombant de deux étages par un trou créé par les bombes. 
En 1963, la doctrine des États-Unis évolue pour arrêter de soutenir le gouvernement en place, avec un changement d'ambassadeur en septembre de la même année. 
Lors de la révolte bouddhiste et l’immolation publique par le feu des bonzes en juin 1963, la catholique Madame Nhu prend le parti des catholiques contre les bouddhistes sans être suffisamment conciliatrice. L'impopularité de Diệm éclate au grand jour et s’amplifie dans le monde, surtout lorsque Madame Nhu parle avec désinvolture de « barbecue », proposant même de fournir elle-même les allumettes aux autres moines qui voudraient suivre leur exemple. Le scandale est fatal pour toute la famille Ngô.
Le président Diem ordonne des perquisitions dans certaines pagodes. On y trouve des armes. Finalement, 12 pagodes sur 4000 seront fermées
Sur les ordres du président américain John Kennedy, l’ambassadeur à Saïgon Henry Cabot Lodge refuse de rencontrer Diệm afin de ne pas l'avertir d’un coup d’État préparé par ses généraux sous la conduite du général Dương Văn Minh (dit « Big Minh » pour sa taille), celui-là même que Nguyễn Văn Thiệu proposera comme interlocuteur valable et acceptable pour signer la capitulation inconditionnelle des forces sud-vietnamiennes le 30 avril 1975, qui met fin à la Guerre du Việt Nam.
En ce qui concerne l'assassinat du président Diem, il convient de se reporter au Dossier du Pentagone publié par les éd. Albin Michel en 1971. Le chapitre 4 de ce dossier est intitulé « Le Renversement de Ngô Dinh Diem ». Dans ce dossier, M. Cabot-Lodge écrit - document n°57 du 30 octobre 1963 - qu'il s'occupe activement du putsch des généraux contre Diem. Il eut les moyens financiers de les corrompre. Cabot-Lodge était le nouvel ambassadeur des États-Unis à Saïgon, remplaçant Frederik E. Nolting, l'ancien ambassadeur. À la différence de ce dernier, Cabot-Lodge n'aimait pas Diem, qu'il voulait contraindre à se soumettre aux vues américaines[réf. nécessaire].
L'assassinat de Ngô Đình Diệm, alors président de la République du Việt Nam, marque l'apogée d'un coup d'État mené par le général Dương Văn Minh, en novembre 1963. Le 2 novembre 1963 au matin, Diem et son frère Ngo Dinh Nhu sortent de l'église Saint-François-Xavier où ils ont suivi la messe des Défunts, fête traditionnelle fixée au 2 novembre dans l'église catholique. 
A la fin de la messe, le président Diem demande au prêtre qui a célébré la messe d'appeler le général Tran-Van-Don pour lui proposer une rencontre avec les généraux. L'état-major se prépare à recevoir le Président Diem. Malheureusement, le général Minh qui veut le pouvoir prend l'opération en mains et missionne son homme de main, Nguyen-Van-Nhung, dans le blindé avec l'ordre secret d'assassiner les deux frères. Dès qu'ils montent dans le fourgon blindé, on leur ligote les mains puis ils sont massacrés. Ce coup d'État marque la fin de la présidence de Ngô Dinh Diem après neuf ans d'exercice.
Quelques jours plus tard, Nguyen-Van Nhung est tué et on impute cette mort au général Minh qui s'en est ainsi débarrassé.  

### Fin de vie
En 1964, elle rejoint son beau-frère, l'archevêque Ngo Dinh Thuc (1897-1984), à Rome, avec ses fils Ngô Đinh Trác et Ngô Dinh Quynh, ainsi que ses deux filles, Ngô Dinh Lê Thuy et Ngô Đinh Lê Quyên. Elle y vit retirée de la vie publique, ne donnant que quelques rares interviews (voir liens externes). Elle écrit ses Mémoires à la toute fin de sa vie. Elles seront publiées par les éd. L'Harmattan en 2013 et traduites en vietnamien sous le titre : Vien Soi Trang (« Le Caillou Blanc »).
En 1986, son frère Khiem est accusé du meurtre de leurs parents dans leur maison de Washington. Il est libéré en 1993 après sept ans d'internement dans un hôpital psychiatrique.
Début avril 2011, elle est emmenée à l'hôpital, où elle meurt trois semaines plus tard, le 24,, à l'âge de 86 ans.

## Citations
- « Let them burn and we shall clap our hands. »[12]
  - « Laissez-les brûler et nous applaudirons » (en référence à l'immolation de moines bouddhistes en 1963, dont Thích Quảng Đức).
- « I believe all the devils in hell are against us but we will triumph eventually because we have the Devil on our side. »
  - « Je crois que tous les démons de l'enfer sont contre nous, mais à la fin nous triompherons car le Diable est de notre côté » (après l'assassinat de son mari Nhu et de son beau-frère Diệm lors du coup d'État de 1963).
- « Whoever has the Americans as allies does not need enemies »[13].
  - « Quiconque a les Américains pour alliés n'a pas besoin d'ennemis. »
- « Power is wonderful. Total power is totally wonderful »[2].
  - « Le pouvoir est merveilleux. Le pouvoir absolu est absolument merveilleux. »